# 买的里八剌
买的里八剌（羅馬化：Maitreya pāl，1362年—1399年？），元朝滅亡後的蒙古貴族，一說即额勒伯克尼古埒苏克齐汗。他是元顺帝（惠宗）妥懽帖睦尔的孙子，元昭宗爱猷识理达腊的儿子。

## 生平
买的里八剌生于元至正二十二年（1362年）。1368年，随父祖撤离大都（今北京市），至上都（今内蒙古正蓝旗东闪电河北岸）。1369年，明朝攻克上都，退到应昌（今内蒙古克什克腾旗达里诺尔湖西岸）。1370年，其祖父死后，农历五月在应昌被明军俘虏，送到京师（今南京市）。买的里八剌被俘五年，明廷封为崇礼侯，赐给宅第。1374年农历九月，明太祖将其俘获的元昭宗之子买的里八剌送还北元，招谕修好。其后生平没有记载。
有人根据《明实录》中朱棣谕本雅失里的说法，认为在昭宗之後繼任北元皇帝的脱古思帖木儿即是买的里八剌，但两人年龄不合，而蒙古史料均称脱古思帖木儿是元昭宗的弟弟。洪武初年买的里八剌被俘距永乐北伐蒙古已有几十年的时间，明成祖记忆对两人产生了混淆，明朝其他史料均未将脱古思帖木儿和买的里八剌当作一个人。且《元史》之中元顺帝之子的记载多有遗漏，朝鲜史书记载其多位太子到高丽娶妻。对此蒙古史学者宝音德力根认为，买的里八剌就是后来的蒙古大汗额勒伯克。
1388年，脱古思帖木儿长子天保奴与其父一同被杀，次子地保奴又被明廷流放到琉球；至此，脱古思帖木儿在蒙古的后裔已绝。据《黄史》，额勒伯克尼古埒苏克齐汗三十三岁时即位，在位四年；佚名《黄金史纲》说他在狗年（1394年）即位。由此可知，额勒伯克尼古埒苏克齐汗生于1362年，他不可能是1350年出生的脱古思帖木儿之次子。
从额勒伯克尼古埒苏克齐汗的生年、名字以及明人的有关记载来看，他应是买的里八剌：①额勒伯克尼古埒苏克齐汗与买的里八剌生年相同，均生于1362年。②两人名字的词义相同。“尼古埒蘇克齊”（nigülesügči）是“买的里”（梵语maitriya译为“慈氏”，因“修得慈交弃味，故称为慈氏”，汉文音写“弥勒”，为菩萨名）的蒙古语意译。“額勒伯克”（elbeg）意为“富有、富于”，修饰意为“慈心”的“尼古埒苏克齐”一词，两词结合表示“富有慈心”。至于买的里八剌这个名字的后半段“八剌”则未译出。或许是（bala），汉文音写“婆罗”，译“孩子、愚夫”。更有可能的说法是“八剌”为（pāla），“护持”之意，亦可译为“王子”。